# (268) Адорея
(268) Адорея (лат. Adorea) —  крупный астероид главного пояса, который принадлежит к тёмному спектральному классу C. Астероид входит в состав семейства Фемиды, что означает, что он является фрагментом ещё более крупного астероида, разрушенного в результате столкновения, и чьи фрагменты и образовали само семейство. Он был открыт 8 июня 1887 года французским астрономом Альфонсом Борелли в обсерватории города Марселя и получил своё имя в честь лепёшки из муки и соли, которую древние римляне приносили в качестве жертвы своим богам. 

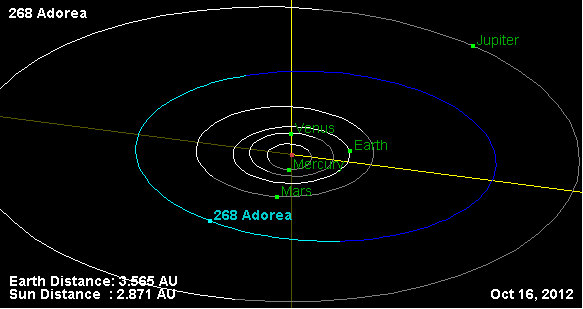
Орбита астероида Адорея и его положение в Солнечной системе